# Myrmecophilus wahrmani
Myrmecophilus wahrmani is een rechtvleugelig insect uit de familie mierenkrekels (Myrmecophilidae). De wetenschappelijke naam van deze soort is voor het eerst geldig gepubliceerd in 1963 door Chopard.